# きくち英一
きくち 英一（きくち えいいち、1942年8月21日 - ）は、日本の俳優、スタントマン、殺陣師、司会者。本名および旧芸名：菊池 英一（読み同じ）。アイティ企画所属。東京都世田谷区経堂出身。育英工業高等学校、日本大学芸術学部演劇学科卒業。

## 来歴
父は牧師で、二人兄弟の次男。高校時代に役者を志すようになり、3年生当時に日活のニューフェイスを受験するが不合格となる。しかし、役者の夢を捨てきれず日本大学芸術学部演劇学科に進学すると、同校の「殺陣同志会」に入会して1962年の『脱線トリオ大江戸三人男』にアルバイトで出演し、これが映像関係での初仕事となる。大学4年生当時には、新橋演舞場で舞台『切腹』に出演した。
1964年、日大OBが製作する東北新社『戦国群盗伝』（フジテレビ）に出演した際、新東宝などで活動していた俳優の渡辺高光と知り合う。大学卒業時には、渡辺からアクションチーム「ジャパン・ファイティング・アクターズ」 (JFA) の創設に誘われ、同期の数人とともにこれに参加する。1965年には『国際事件記者』に出演し、初めて役名がつく。
1966年、『マグマ大使』で敵役のルゴース2号を演じ、これが被り物をつけたスーツアクターとしての初仕事となった。1967年、『ウルトラセブン』第14話・第15話で上西弘次の代役スーツアクターとして、ウルトラセブンを演じる。一方、俳優としての仕事も多数こなし、『007は二度死ぬ』『燃える戦場』などの外国映画にも参加する。1970年には、東映映画『新宿の与太者』に菅原文太の舎弟役として準主演格で出演した。
1971年、円谷プロからの依頼で『帰ってきたウルトラマン』でウルトラマン（後年でいうところのウルトラマンジャック）のスーツアクターを務める。
1974年、渡辺との意見の相違からJFAは解散してフリーとなる。その直後の『電人ザボーガー』では俳優と殺陣師を兼任し、同作のためにJFAの元メンバーを集め、1年間擬斗を担当した。殺陣師としては「菊池英一」名義とし、俳優としてはこの作品以降は「きくち英一」に改名している。『ザボーガー』終了後、倉田保昭らが所属する事務所を経て1978年に東映俳優センター所属となり、1982年には『大戦隊ゴーグルファイブ』にイガアナ博士役でレギュラー出演したが、同作とは元々1クールでの契約だったため、第15話をもって降板している。
2004年より、専門学校東京ビジュアルアーツで殺陣の講師を務める。

## 人物・エピソード
父は、きくちが三歳のときに亡くなったため、六歳年上の兄が父親代わりだった。兄は剛柔流空手八段の腕前でもあり、特に兄弟ゲンカをした記憶もないという。
日大では、芸能界入りのきっかけとなった殺陣同志会のほか、落語研究会も掛け持ちしていた。落語の腕は、『電人ザボーガー』などでも披露している。
2016年6月には知人を通じ、熊本地震に被災した熊本市立本荘小学校の児童たちに激励メッセージ色紙を贈ったうえ、2017年5月には同校を訪れてスペシウム光線のポーズを指導して全校児童50人と交流した。

### 『帰ってきたウルトラマン』関連
『帰ってきたウルトラマン』への出演を依頼された際には、『ウルトラセブン』での経験から激務になることが予想されたため、一度は辞退して代わりにJFA所属の中岡慎太郎を推薦した。しかし、後日には主役が団次郎に決まったうえ、「団と中岡では体格が違いすぎる」という理由で再びきくちに依頼が来ることになる。この時も乗り気ではなかったきくちは、体よく断るために「出演料を中岡に提示された額の1.5倍にする」「MAT隊員など顔出しの役でも出演する」という条件を出した。ところが、前者はあっさり承諾され、後者も「隊員役はもう決まっているので無理だが、何か役を考える」と善処する旨の返事をされ、断る理由がなくなってしまったという。結果的に後者は一部のエピソードにゲスト出演するのみに留まったが、これについては、ウルトラマンだけでも大変だったことから、後に「それでよかった」と語っている。
『帰ってきたウルトラマン』への出演当初は「嫌々やっていた時期もあった」というが、やがて「菊池さんのウルトラマンには表情がある」と渡辺高光の夫人から言われたり、1日に何通も子供たちから「東京都世田谷区帰ってきたウルトラマン様」という宛先でファンレターが届くようになり演じるのが楽しくなったという。第2話の撮影では、特撮プールでの待機中に誤ってプールに電気が流れてしまい、危うく感電死しかけた。
『帰ってきたウルトラマン』への出演当時、スタミナをつけるためにニンニクの醤油漬けや、レモンの砂糖漬けを毎日のように摂取していた。その結果、ニンニクの摂り過ぎで胃を荒らしたこともあった。また、ウェットスーツ製の衣装でアクションを演じる関係上、大量の汗をかくため、食事も毎日大量に塩を振りかけた生野菜をバリバリ食べていた。「さすがにこれは身体に悪いのではないか」と思ったが、実際にはそれでも追いつかないほど立ち回りで塩分を消費していたらしく、番組終了後には医者から「塩分不足」と診断されたという。
次作の『ウルトラマンA』も依頼されたが、ウルトラマンのアクションは激務であり、体力的に限界ということで辞退している。円谷プロからは記念品としてウルトラマン関係の小道具をいくつか譲られており、2002年5月7日にテレビ番組『開運!なんでも鑑定団』に出演した際には、それらの品をまとめて披露し、合計211万円の評価を受けた。
1980年代には、紳士服販売の「ROC（流通卸売センター）」のテレビCMでモデルを担当。

### 『電人ザボーガー』関連
『電人ザボーガー』以降、芸名を「きくち英一」と改名したのは、よく「菊地」と間違えられたことと、「芸名にひらがなが入っていると、出演クレジットで目立つので名前を覚えてもらえるから」だと語っている。また、字画にくわしい知人の薦めもあったという。
『電人ザボーガー』では、当初は殺陣師として参加を依頼されたが、きくちは殺陣師ではないとのこだわりから俳優としての出演を希望し、中野刑事役を得て殺陣師と兼任することとなった。クレジットには両方が記載されているが、きくちは「殺陣師はサービスで」としたため、中野刑事役としての分しかギャラを受け取っていない。
『電人ザボーガー』への出演当時のアクショングループは仲間うちで、「菊池英一とその残党」と半ば冗談で呼び合っていたという。

## 出演

### テレビドラマ
- 脱線トリオ大江戸三人男（1962年、TBS）※デビュー作品
- 戦国群盗伝（1964年、CX）
- 忍者部隊月光（1965年 - 1966年、CX） - 幻77号、あけぼの機関員ほか
- 国際事件記者（1965年、TBS）
- 東京警備指令 ザ・ガードマン（1965年 - 1971年、TBS）
- 快獣ブースカ 第5話「ブースカの名ガイド」（1966年、NTV） - 道場門弟
- マグマ大使（CX）
  - 第6話「マグマ大使対バトラ」、第7話「危うしマグマ大使」（1966年） - 原発職員
  - 第9話「謎の空飛ぶ円盤」 - 第12話「怪獣フレニックス最後の日」（1966年） - ルゴース2号
  - 第10話「音波怪獣フレニックス」（1966年） - テレビ時代劇の侍
  - 第27話「裏切り者サルタンを殺せ」（1967年） - 暗殺団
  - 第28話「怪獣ダコーダの最期」（1967年） - ゴアの部下[注釈 2]
  - 第37話「狂人と水爆・毒ガス海獣サソギラス登場」 - 第40話「いそげ! マグマ大使・くたばれ怪獣グラニア」（1967年） - シュナイダー
- 光速エスパー 第18話「宇宙人破壊部隊」（1967年、NTV） - アンドロイドロボット
- コメットさん（1968年、TBS）
  - 第54話「ミクロ人間SOS!!」 - 怪物B
  - 第56話「サンダー・コングの逆襲 -空巣をやっつけろ-」 - ギャング
  - 第57話「悪魔・ノック・ダウン -虫歯をやっつけろ!-」 - 歯医者
  - 第73話「親不孝ってなんだい!」 - 家来
- 怪獣王子（1967年、CX） - 鳥人司令[注釈 3]、佐久間隊員
- ウルトラシリーズ
  - ウルトラセブン 第14話、第15話「ウルトラ警備隊西へ」（1968年、TBS） - ウルトラセブン[注釈 4][注釈 5]
  - 帰ってきたウルトラマン（1971 - 1972年、TBS） - ウルトラマン[注釈 3][30]
    - 第1話「怪獣総進撃」（1971年） - ザザーン[注釈 3][31]
    - 第13話「津波怪獣の恐怖 東京大ピンチ!」（1971年） - 川崎操舵士
    - 第51話「ウルトラ5つの誓い」（1972年） - MAT通信隊員

  - ウルトラマンA 第50話「東京大混乱! 狂った信号」（1973年、TBS） - レボール星人[32]
  - ウルトラマンタロウ 第36話「ひきょうもの! 花嫁は泣いた」（1973年、TBS） - 作業員A
  - ウルトラマン80 第42話「さすが! 観音さまは強かった!」（1981年、TBS） - 武田
  - ウルトラマンダイナ 第43話「あしなが隊長」（1998年、MBS） - ムカイ班長（機体整備班）
  - ウルトラマンコスモス 第56話「かっぱの里」（2002年、MBS） - 正一 ※未放送作品
  - ウルトラマンネクサス（2005年、CBC） - 針巣直市
  - ウルトラマンメビウス 第45話「デスレムのたくらみ」（2007年、CBC） - 「きくち電器商会」社長
- マイティジャック 第3話「燃えるバラ」（1968年、CX） - Qの暗殺者
- 戦え! マイティジャック（1968年、CX）
  - 第1話「かかった罠はぶっ飛ばせ!」 - パック団員
  - 第4話「とられたものはとりかえせ!」 - セルジア国秘密情報部員
  - 第9話「地底の悪魔をたたきだせ!」 - Qの配下
  - 第11話「甘い爆弾にくらいつけ!」 - ブラットの配下
  - 第19話「くいとめろ人間植物園!」 - プラント
  - 第24話「ハプニング島へ進路をとれ!!」 - 甲州丸船員
- 無用ノ介（1969年、NTV）
- 魔神バンダー（1969年、CX） - バンダー[注釈 3]
- スペクトルマン（CX）
  - 第38話「スフィンクス前進せよ!!」（1971年） - 釣人
  - 第62話「最後の死斗だ猿人ゴリ!!」（1972年） - ピストン木戸口のトレーナー
- 快傑ライオン丸（1972年、CX） - ギララ[注釈 6]、ノイザー[注釈 6]、ガンドドロ[注釈 3]、村人ほか
- さぼてんとマシュマロ 第14話（1972年、NTV）
- ワイルド7（1972年、NTV）
  - 第19話「スポーツクラブ殺人部隊」 - ボディーガード
  - 第22話「奇襲! トライアル作戦」 - ブラックスパイダー団員
- 太陽にほえろ!（東宝 / NTV）
  - 第13話「殺したいあいつ」（1972年） - 悪徳手配師[注釈 7]
  - 第46話「黒幕は誰だ」（1973年） - 坂口の配下
  - 第462話「あなたにその声が聞こえるか」（1981年） - 黒木
- 荒野の用心棒（1973年、NET / 三船プロ）
  - 第6話「鮮血は魔の谷を染めて…」
  - 第31話「女怨み唄 地の果てに流れ…」 - 鉄
- 流星人間ゾーン 第21話「無敵! ゴジラ大暴れ」（1973年、NTV） - ガロガバラン星人
- 大江戸捜査網（12ch→TX）
  - 第118話「辻占いは殺しの暗号」（1973年） - 江戸屋の用心棒
  - 第212話「暗殺計画 眼には眼を!!」（1975年） - 旗本奴
  - 第239話「怨みの米騒動」（1976年） - 同心・影山
  - 第288話「浪人殺しの陰謀」（1977年） - 佐久間藩士
  - 第298話「お化け屋敷に消えた美女」（1977年） - 佐吉
  - 第385話「純愛に賭けた色事師」（1979年） - 銀次
  - 第451話「廃虚の街で待つ女」（1980年） - 片倉
  - 第488話「地獄からもどった用心棒」（1981年） - 卯之吉
  - 第509話「神隠しに泣く新妻」（1981年） - 松五郎
  - 第619話「姫が消えた! 非情の囮作戦」（1983年） - 西崎右近
- 非情のライセンス（NET→ANB）
  - 第1シリーズ 第47話「兇悪の顔」（1974年）
  - 第3シリーズ 第25話「兇悪の誘拐・恐怖のカーテレフォン」（1980年） - 神島（誘拐犯一味）
- 必殺シリーズ（ABC / 松竹）
  - 助け人走る 第17話 「探索大成功」（1974年） - 舟木
  - 必殺仕事人V・旋風編 第3話「主水 殺人ツアーに出かける」（1986年） - 久世京四郎 (クレジットでは久世四郎と表記)
- 電人ザボーガー（1974 - 1975年、CX） - 中野刑事
- 水戸黄門（TBS）
  - 第5部 第16話「陰謀の罠 -広島-」（1974年7月15日）
  - 第12部 第5話「名月木曽節仁義 -木曽福島-」（1981年9月28日） - 巳之吉
  - 第28部 第30話「あばずれ娘と瀬戸の花嫁 -宮島-」（2000年10月23日） - 捨造
- バーディー大作戦 第54話「バーディー真昼に死す」（1975年、TBS）
- Gメン'75（TBS）
  - 第7話「女子学生誘拐事件」（1975年） - 情報屋
  - 第37話「チリ紙交換殺人事件」（1976年） - 麻薬取引先の男
  - 第46話「白バイ警官連続射殺事件」（1976年） - 佐川巡査
  - 第54話「密航船」（1976年） - ジョン・タルボの仲間
  - 第70話「ルンペン・銀行襲撃事件」（1976年） - ホームレス
  - 第74話「人を殺した女の顔」（1976年） - 赤沢
  - 第79話「24749の死体」（1976年） - 労務者
  - 第85話「77元旦デカ部屋吹っ飛ぶ!」（1977年）
  - 第106話「女刑事殺人第一課」（1977年） - 神本明男
  - 第125話「ウソ発見機」（1977年） - 羽村勝治
  - 第154話「女刑事・初めての体験」（1978年） - キャバレー支配人
  - 第167話「交通違反者の復讐」（1978年） - ボーイ
  - 第168話「夏祭りの夜の悲劇」（1978年） - チンピラ
  - 第175話「香港カラテ対Gメン」（1978年） - ライフル魔
  - 第184話「警官嫌い」（1978年） - 無銭飲食の犯人
  - 第191話「女子大寮の裏窓」（1979年） - 沖昌也
  - 第196話「東京発ひかり157号のトリック」（1979年） - ヤクザ
  - 第231話「危機一髪! 車椅子の女刑事」（1979年） - コミック7編集者
  - 第250話「パリ・セーヌ川に浮かんだ裸女」（1980年） - 絵の先生
  - 第256話「死体と呼ばれた女刑事」（1980年） - 江本猛
- Gメン'82 第16話「花嫁強盗団」（1983年） - ドライブイン支配人
- 燃える捜査網 第4話「お前はお前 俺は俺」(1975年、NET)
- 隠し目付参上 第21話「大検問! 現金輸送車は通れたか」（1976年、MBS） - 源八
- 特別機動捜査隊 第777話「止めてくれるなおっ母さん」（1976年、NET） - 吉村
- バトルホーク 第11話「妖術師・白虎道士の挑戦」 - 第26話「妖術師・白虎道士の最後」（1976年 - 1977年、12ch） - 白虎道士
- スーパー戦隊シリーズ（ANB）
  - ジャッカー電撃隊 第14話「オールスーパーカー!! 猛烈!! 大激走!!」（1977年） - クライムボス
  - バトルフィーバーJ 第36話「爆破された結婚式」（1979年） - 鬼塚刑事
  - 大戦隊ゴーグルファイブ 第1話「暗黒科学の来襲」 - 第15話「甦る悪魔の大元帥」（1982年） - イガアナ博士
  - 高速戦隊ターボレンジャー 第35話「愛を呼ぶ魔神剣」（1989年） - 刑事
- 特捜最前線（東映 / ANB）
  - 第22話「標的 ある女の情炎」（1977年）
  - 第143話「殺人伝言板・それぞれのクリスマス!」（1979年）
  - 第158話「ニューミュージックを唄う刑事!」（1980年）
  - 第299話「蒸発妻を捜して!」（1983年）
  - 第313話「父と子のブルートレイン!」（1983年）
  - 第369話「兜町・コンピュータよ、演歌を歌え!」（1984年）
  - 第390話「判決・愛が裁かれるとき!」（1984年）
  - 第406話「スキャンダル・スクープ!」（1985年）
  - 第463話「傷痕・男達のララバイ!」（1986年）
- 気まぐれ本格派 第15話「男だったらやってみろ」（1978年、NTV / ユニオン映画） - 月賦の集金人
- スターウルフ（1978年、YTV） - ビルセン
  - 第5話「スーパーウェポンの秘密」
  - 第10話「宇宙を燃やす大激戦」
- スパイダーマン 第30話「ガンバレ美人おまわりさん」（1978年、12ch） - 村本
- ザ・スーパーガール （1979年、12ch / 東映）
  - 第7話「女囚脱獄・女体に仕掛けた罠!」 - 伊東
  - 第37話「夜の処刑台 レイプされた女刑事」
- 噂の刑事トミーとマツ（TBS / 大映テレビ）
  - 第1シリーズ（1980年）
    - 第22話「トミー変身の秘密 PART-2」 - 犬山連合組員
    - 第48話「マツもびっくり! 山びこ変身」 - 大村（荒政組）

  - 第2シリーズ 第38話「マツが妊娠? 課長突然の恐怖」（1982年） - 鎌田組構成員
- 将軍 SHŌGUN（1980年、アメリカ）
- 服部半蔵 影の軍団 第15話「地獄を招く妖僧」（1980年、KTV / 東映）- 沼三
- 爆走!ドーベルマン刑事（1980年、ANB）
  - 第1話「黒バイ部隊出動す!」 - 老田
  - 第13話「助けて!アレックス」 - 男
- 特命刑事 第1話「海底の黄金」（1980年、NTV）
- ミラクルガール 第9話「女王の乳房を狙え」（1980年、12ch)
- 西部警察シリーズ（ANB）
  - 西部警察
    - 第43話「4号岸壁の殺人」（1980年） - 西原タツオ
    - 第103話「強攻突破」（1982年） - 城西警備保障社員

  - 西部警察 PART-III
    - 第4話「兄妹」（1983年） - 泉の部下
    - 第60話「父と子の激走! -ニューマシン・刀R-」（1984年） - 陳龍明（香港マフィア）
    - 第68話「愛の旅立ち」（1984年） - 寺島
- ザ・ハングマンシリーズ（ABC）
  - ザ・ハングマン 燃える事件簿
    - 第1話「七つの黒バラ」（1980年） - 取立て屋
    - 第13話「女ハングマン暁に死す」（1981年） - 妹尾の部下

  - ザ・ハングマンII（1982年）
    - 第13話「裏切り警官あぶり出し作戦」 - 金森の部下
    - 第26話「嫁の殺意・ポックリ寺の謎」 - 尾上の部下
- 桃太郎侍 第225話「桃太郎一家全員失業」（1981年、NTV）
- 裸の大将放浪記（KTV）
  - 第4話「悪いことをすると虫になるので」 - 看護人
  - 第19話「清とお化けと夏祭り」
  - 第47話「清の放浪・旅芝居」- 刑事
- 源九郎旅日記 葵の暴れん坊（1982年、ANB）
  - 第9話「ちゃんが命のざんげ金」 - 藤太
  - 第30話「命を捨てに来た男」 - 伊沢
- 松平右近事件帳 第13話「知られたくなかった秘密」（1982年）-広田
- 女捜査官シリーズ（ABC）
  - 新・女捜査官 第7話「刑事の初恋は夫殺しの美女!?」（1983年）
  - 女ふたり捜査官 第7話「人妻が落ちた風俗の穴」（1986年）
- 月曜ワイド劇場 / 深川通り魔殺人事件（1983年、ANB） - アパートの住人
- 暴れん坊将軍シリーズ（ANB / 東映）
  - 暴れん坊将軍II
    - 第3話「気になるあいつの恋びんた!」（1983年） - 母里又七郎
    - 第36話「危機一髪! 皆殺し砦」（1983年） - 勝造
    - 第51話「走れ! 盗っ人父子の千両旅」（1984年） - 丈吉
    - 第70話「男は愛嬌 女はチカラで勝負する!」（1984年） - 中田
    - 第122話「花のお江戸で嫁とるだ!」（1985年） - 鉄牛
    - 第164話「秘境! 湯けむりに消えた女」（1986年） - 伊蔵
    - 第178話「家康公の借金証文!?」（1986年） - 浪人

  - 暴れん坊将軍III 第9話「炎に消えた女囚!」（1988年） - 丈吉
  - 暴れん坊将軍VIII 第17話「謎! 孤児を集める男」（1997年） - 常吉
  - 暴れん坊将軍IX 第34話「女お庭番の涙 怪盗夜がらすの正体は?」（1999年） - 夜鴉の仁兵衛
- 星雲仮面マシンマン 第4話「魔法の石焼きイモ」（1984年、NTV） - テキ屋風の男（オノ男の人間態）
- メタルヒーローシリーズ（ANB）
  - 巨獣特捜ジャスピオン 第25話「救え東京消失! 悪だま善だまデスマッチ」、第26話「とどろく大地! ダイレオン怒りの大逆襲」（1985年） - ガサミ兄弟（兄）
  - 時空戦士スピルバン 第31話「東京が沈む! 三人結晶ヘレンレディ」（1986年） - 黒金社長
  - 世界忍者戦ジライヤ 第26話「おしゃれと危険! ケイと恵美破」（1988年） - 開発会社社長
  - 特警ウインスペクター 第37話「アマゾネス来襲」（1990年） - 平田忠雄
  - 特捜エクシードラフト 第41話「対決! ふたりの拳」（1992年） - 死の商人
- スケバン刑事II 少女鉄仮面伝説（1985年、CX） - 鬼界坊
- 長七郎江戸日記（1986年、NTV）
- 火曜サスペンス劇場 / 監察医・室生亜季子（1986 - 2007年、NTV） - 白井（鑑識員）
- 大河ドラマ / 独眼竜政宗（1987年） - 刎石駿河
- 若大将天下ご免! 第1話「あっぱれ小天狗一本勝負!」（1987年、ANB） - 源八
- 大都会25時（1987年、ANB） - 山口巡査長
- 水曜ドラマスペシャル / それゆけ孔雀警視（1987年、TBS） - 刑事
- 三匹が斬る!（ANB / 東映）
  - 三匹が斬る! 第18話「父と娘の、生き血を絞るにせ大名」（1988年） - 坂巻
  - 続続・三匹が斬る! 第4話「壺が割れ、正体見えた逃亡者」（1990年） - 原田軍兵衛
- TBS大型時代劇スペシャル / 織田信長（1989年、TBS）
- 仮面ライダーBLACK RX 第33話「瀬戸大橋の大決戦」（1989年、MBS） - 田所政信
- 鬼平犯科帳 第1シリーズ 第19話「むかしの男」（1989年、CX / 松竹） - 砂吉
- さすらい刑事旅情編II 第3話「特急あずさ・二人の女の完全犯罪!?」（1989年、ANB / 東映）
- 名奉行 遠山の金さん（ANB / 東映）
  - 第5シリーズ 第13話「覗かれた天女の肌」（1993年） - 黒田又十郎
  - 第7シリーズ 第17話「また男が死ぬ!私は疫病神の女」（1996年） - 鮫三
- 土曜ワイド劇場 / タクシードライバーの推理日誌 第2作「昼下りの危険な乗客 浴槽に美女の死体が!」（1993年、ANB） - 別荘の管理会社職員
- 電光超人グリッドマン 第34話「ボディガード 弁慶参上!」（1993年、TBS） - 武蔵坊弁慶
- 虹色定期便（1997年、NHK）
- 渥美清のああ、青春日記（1997年9月24日、CX）
- 太陽にほえろ!2001（2001年、NTV）
- 女と愛とミステリー→水曜ミステリー9（TX）
  - 不倫調査員・片山由美 第3作「京都芸妓殺人事件!」（2002年） - 小宮山
  - 神楽坂署生活安全課 第1作「連続殺人を結ぶ矢」（2005年） - 今村
- 真夜中のスーパーカー（2018年、NHK）

その他多数

### 映画
- 007は二度死ぬ（1967年）
- 燃える戦場（1970年）[注釈 8]
- 野獣都市（1970年） - 信之の護衛
- 新宿の与太者（1970年） - 上武健一
- 新網走番外地 嵐呼ぶダンプ仁義 (1972年)  - 相川
- 野性の証明（1978年） - 根本
- 戦国自衛隊（1979年）
- 白昼の死角（1979年）
- 影の軍団 服部半蔵（1980年）
- 悪霊島（1981年）
- スローなブギにしてくれ（1981年） - クイーンエリザベスの酔客
- 大戦隊ゴーグルファイブ（1982年） - イガアナ博士
- 制覇（1982年） - 橋本刑事
- 空海（1984年）
- マルサの女（1987年）
- 激動の1750日（1990年） - 福元
- 集団左遷（1994年）
- いかレスラー（2004年） - 千山光輝／しゃこボクサー（強道山）
- コアラ課長（2006年） - 喜田川刑事
- ヅラ刑事（2006年） - 校長
- 最強兵器女子高生 RIKA（2008年）
- ギララの逆襲/洞爺湖サミット危機一発（2008年） - 牧走村長
- 電人ザボーガー（2011年） - 大門豊（老年期）
- 地球防衛未亡人（2014年） - 宮司
- アウターマン（2015年） - 井出杉亨
- 大怪獣モノ（2016年） - 橋本防衛副長官
- 三大怪獣グルメ（2020年） - 堀田稔 役[33]

### オリジナルビデオ
- 美乳大作戦 メスパイ（1997年、東映ビデオ）

### テレビアニメ
- 忍風カムイ外伝 第12話「狂馬」（1969年） - 盗賊

### CM
- ニチバン 「サビオ」
- カルビー 「かっぱえびせん」

## 著書
- 『ウルトラマン・ダンディー 帰ってきたウルトラマンを演った男』（1995年、風塵社、ISBN 9784938733193）